# Togaria tancrei
Togaria tancrei är en fjärilsart som beskrevs av Ludwig Carl Friedrich Graeser 1888. Togaria tancrei ingår i släktet Togaria och familjen sikelvingar. Inga underarter finns listade i Catalogue of Life.